# Мак Хортон
Макензи „Мак” Хортон (енгл. Mackenzie "Mack" Horton; Мелбурн, 25. април 1996) аустралијски је пливач чија специјалност су трке слободним стилом на дужим дистанцама. Актуелни је олимпијски победник из Рија 2016 и светски првак из Квангџуа 2019, те некадашњи петоструки светски јуниорски првак.  

## Спортска каријера
Хортон је почео да тренира пливање са десет година, да би превладао страх од воде. Свега неколико година аксније започео је и са такмичењима на локалном и националном нивоу. Први наступ за репрезентацију Аустралије је имао 2012, на Панпацифичком јуниорском првенству у Хонолулуу, где је освојио златну медаљу у трци на 1.500 метара слободним стилом. Свега два месеца касније, у финалу светског купа у Сингапуру осваја златну медаљу у трци на 1.500 слободно, што је било његово прво сениорско злато у каријери.
На светском јуниорском првенству одржаном у Дубаију 2013, Хортон је освојио чак шест медаља, од чега је пет било златних (злата је освојио у све четири не спринтерске трке слободним стилом и у штафети 4×100 слободно). Годину дана касније, на сениорском националном првенству, осваја титулу националног првака у трци на 1.500 метара слободним стилом, док трку на 400 слободно завршава на другом месту, испливавши у обе трке нове светске рекорде за јуниоре. Властити јуниорски светски рекорд у трци на 1.500 слободно је „поправио” свега три месеца касније, на Играма комонвелта у Глазгову, освојивши сребрну медаљу у тој трци коју је испливао у времену 14:48.76 минута. Серију успешних наступа наставио је и три недеље касније, на панпацифичком првенству у Гоулд Коусту, где је освојио сребро и бронзу у тркама на 800 и 1.500 метара слободним стилом.   
На светским првенствима у великим базенима је дебитовао у Казању 2015, где је освојио бронзану медаљу у трци на 800 слободно, док је трку на 1.500 слободно завршио у квалификацијама на 11. месту. 
Хортон је успео да се избори за место у аустралијској репрезентацији за наступ на Олимпијским играма у Рију 2016, где је потпуно неочекивано освојио олимпијско злато у трци на 400 слободно, што је уједно био и његов највећи успех у дотадашњој спортској каријери. У Рију је такође био део штафете на 4×200 слободно, за коју су пливали још и Томас Фрејжер Хоулмс, Дејвид Макион и Данијел Смит, а која је у финалу заузела високо четврто место. Појединачну трку на 1.500 слободно завршио је на петом месту. 
Велики успех је постигао и на свом другом узастопном светском првенству, у Будимпешти 2017, где је освојио сребрну медаљу у трци на 400 слободно и бронзу на 1.500 слободно. Две године касније, на првенству у корејском Квангџуу 2019, где је по први пут освојио титулу светског првака, пошто је аустралијска штафета на 4×200 слободно за коју је у финалу пливао последњу измену (заједно са Клајдом Луисом, Кајлом Чалмерсом и Александром Гремом) освојила златну медаљу са временом новог националног рекорда од 7:00.85 минута. Неколико дана раније Хортон је освојио сребро у трци на 400 слободно, а током церемоније доделе медаља одбио је да се рукује и фотографише са победником те трке, Суеном Јангом из Кине, кога је јавно оптуживао за кориштење недозвољених стуимулативних средстава и варање.